# Jose Lopez Vito
Jose Lopez Vito (Cadiz, 12 mei 1872 - 7 mei 1947) was een Filipijns politicus en rechter. 
Lopez Vito volgde een Bachelor-opleiding Rechten aan het Colegio de San Juan de Letran en werd in 1907 toegelaten tot de Filipijnse balie (Bar). Tijdens zijn studententijd was hij in Bacolod actief geweest als redacteur van La Libertad en later van 1903 tot 1907 als redacteur en manager van El Tiempo. Na zijn afstuderen was Lopez Vito van 1907 tot 1910 lid van het Provinciale Raad van Iloilo. Daarna was hij van 1910 tot 1912 afgevaardigde van het derde kiesdistrict van Iloilo en enkele jaren later, van 1927 tot 1928, was hij gouverneur van die provincie. In 1929 eindigde zijn politieke carrière door zijn benoeming tot rechter van het Court of First Instance. Later volgde een benoeming tot rechter van het Hof van Beroep. In 1942 werd Lopez Vito, onder Japans bewind, benoemd tot rechter van het Filipijns hooggerechtshof. Dit zou hij tot 1944 blijven.